# Jimi Blue Ochsenknecht
Jimi Blue Ochsenknecht (ur. 27 grudnia 1991 w Monachium) – niemiecki aktor i piosenkarz.

## Życiorys
Jest synem niemieckiego aktora Uwe Ochsenknechta oraz niemieckiej aktorki Nataschy Ochsenknecht. Ma troje rodzeństwa, jego brat Wilson także jest aktorem.

## Kariera
Aktor
Zadebiutował w 2000 r. w filmie Erleuchtung garantiert (1999) obok swojego ojca i brata. Kolejne jego filmy to: Die Wilden Kerle – Alles ist gut, solange du wild bist! (2003), Die Wilden Kerle 2 (2005), Die Wilden Kerle 3 – Die Attacke der Biestigen Biester (2006), Die Wilden Kerle 4 – Der Angriff der Silberlichten (2007), Die Wilden Kerle 5 – Hinter dem Horizont (2008), Sommer (2008).
Piosenkarz
W 2007 r. zadebiutował muzycznie. Wydał album Mission Blue z którego pochodzą single:
- I’m lovin...(L.R.H.P)
- All Alone
- Hey Jimi

Z drugiego studyjnego albumu Sick Like That pochodzą single:
- Key To The City
- Best Damn Life

## Filmografia
- 1999: „Erleuchtung garantiert”
- 2003: „Die Wilden Kerle”
- 2005: „Auf den Spuren der Vergangenheit”
- 2005: „Die Wilden Kerle 2"
- 2006: „Die Wilden Kerle 3"
- 2007: „Die Wilden Kerle 4"
- 2008: „Die Wilden Kerle 5"
- 2008: „Sommer”
- 2009: „Gangs”
- 2010: „Homies”